# Bukovina nad Labem
Bukovina nad Labem é uma comuna checa localizada na região de Pardubice, distrito de Pardubice.